# Freilassing
Freilassing (phát âm tiếng Đức: [fʁaɪˈlasɪŋ]) là một đô thị ở góc đông nam bang Bayern, nước Đức. Đô thị Freilassing có diện tích 14,79 km², dân số thời điểm ngày 31 tháng 12 năm 2006 là 16.000 người. Đô thị này thuộc huyện Berchtesgadener Land. Freilassing có thể được xem là ngoại ô lớn nhất của Salzburg, một thành phố của Áo bên kia biên giới.